# ماكس اوتو لورنز
ماكس اوتو لورنز (بالإنجليزية: Max Otto Lorenz)‏ ولد 19 سبتمبر 1876 في برلنغتون وتوفي في 1 يوليو 1959 في سانيفال، كاليفورنيا. كان خبيراً اقتصادياً أمريكياً طوّر منحنى لورنز في عام 1905 لوصف التفاوت في الدخل. وقال أنه نشر هذه الورقة عندما كان طالب دكتوراه في جامعة ويسكونسن ماديسون. كانت له الدكتوراه (1906) على '"النظرية الاقتصادية من معدلات السكك الحديدية"'.
درس بجامعة ايوا حيث تخرج سنة 1899، ثم أكمل دراسته الجامعية بجامعة ويسكونسن ليتحصل على شهادة الدكتوراه سنة 1906 بأطروحة حول معدلات السكة الحديدية، استمر بنفس الجامعة يشتغل كأستاذ مساعد ليصبح بعد ذلك كإحصائي بلجنة التجارة بين الولايات بواشنطن العاصمة سنة 1911 ثم مديرا لمكتب الإحصاء سنة 1920.